# Baal (film 1970)
Baal  è un film per la televisione del 1970 diretto da Volker Schlöndorff.